# Berättarnätet Sverige
Berättarnätet Sverige är ett nätverk, från början en ideell förening och paraplyorganisation, för en rad lokala föreningar inom den svenska rörelsen för muntligt berättande. Föreningen bildades ursprungligen 1990, blev inaktiv efter en tid, för att sedan återbildas 2005. Berättarnätet Sverige omfattar omkring 30 medlemsföreningar runtom i Sverige, däribland Berättarnätet Kronoberg i Ljungby, Teater Sagohuset i Lund och Västerbottensteatern i Skellefteå. Berättarnätet Sverige är medlem i det internationella berättarnätverket FEST.

## Berättarslam
Berättarnätet Sverige och dess medlemsföreningar arrangerar årligen berättarslam (engelska: story slam), tävlingar i muntligt berättande i likhet med poetry slam. Det förekommer regionala, nationella och nordiska berättarslam. Tävlingarna benämns mästerskap och vinnarna koras till regionala, svenska respektive nordiska mästare i berättarslam.